# ジョアン・レイチ・ダ・シウヴァ・ネト
ジョアン・レイチ（João Leite）ことジョアン・レイチ・ダ・シウヴァ・ネト（ポルトガル語: João Leite da Silva Neto、1955年10月13日 - ）は、ブラジルの元サッカー選手、現政治家。元ブラジル代表。選手時代のポジションはGK。ブラジル社会民主党所属。

## クラブ歴
アトレチコ・ミネイロで1976年にトップチームに昇格し1988年まで在籍した。1977年に選手初出場を記録、1979年にはボーラ・ジ・プラッタに選出される活躍を見せた。
1988年にヴィトーリア・ギマランイスに移籍すると、グアラニFC、アメリカ・ミネイロを経て1991年にアトレチコ・ミネイロに復帰した。翌年に選手を引退したが、アトレチコ・ミネイロに17年間在籍し同クラブのみで684試合に出場したのはクラブ史上最多記録である。

## 代表歴
コパ・アメリカ1979の際に代表に選出されたが、同大会で出場は無かった。その後1980 ムンディアリートではレギュラーとして出場した。

## 政治家
選手引退後はベロオリゾンテ市議に就任。1995年にミナスジェライス州議となった。

## 私生活
キリスト教布教に熱心な選手として知られており、相手選手に聖書を渡す事もしばしばであった。そのため、ゴレイロ・ジ・デウス（Goleiro de Deus、「神のゴールキーパー」の意）と呼ばれた。
息子のエウトン・レイチもサッカー選手で、同じくゴールキーパーである。